# Ramalina peruviana
Ramalina peruviana är en lavart som beskrevs av Ach. Ramalina peruviana ingår i släktet Ramalina och familjen Ramalinaceae.   Inga underarter finns listade i Catalogue of Life.